# Carlo Girometta
Carlo Girometta (9. listopad 1913 Castel San Giovanni, Italské království – 10. červen 1989 Castel San Giovanni, Itálie) byl italský fotbalový útočník.
Za reprezentaci neodehrál žádné utkání. Byl v nominaci na OH 1936, kde získal zlatou medaili.

## Úspěchy

### Reprezentační
- 1× na OH (1936 – zlato)